# Sœurs du Bon Pasteur de la Divine Providence
Ne doit pas être confondu avec Filles de Marie, Mère de la Divine Providence et du Bon Pasteur.
Les sœurs du Bon Pasteur de la Divine Providence (en latin : Congregationis Sororum Divini Pastoris a Providentia Divina) sont une congrégation religieuse féminine enseignante et hospitalière de droit pontifical.

## Histoire
En 1892, Marie Karłowska (1865-1935) commence à se consacrer à l'apostolat en faveur des prostituées, en leur offrant un abri, des soins et un travail. La marquise Potulicka lui fait don d'une demeure à Winiary, près de Poznań qui sera la 1re maison-mère de l'institut. 
Le 8 septembre 1896, Marie Karłowska et quelques compagnes prennent l'habit religieux. Elle élabore des constitutions religieuses basées sur la règle de saint Augustin et sur les usages des carmélites qui prévoient des jeûnes et des mortifications strictes, les constitutions sont revues par le cardinal August Hlond qui atténue la sévérité de la règle voulue par le fondatrice et l'approuve le 21 septembre 1928. L'institut reçoit le décret de louange le 24 mai 1967.

## Activités et diffusion
Les sœurs aident les prostituées à abandonner la prostitution, elles assistent les malades d'infection sexuellement transmissible, les mère célibataires, elles ont des garderies pour les enfants de familles avec différents problèmes, et gèrent des écoles professionnelles.
Elles sont présentes en Pologne, en Italie et au Kazakhstan.
La maison généralice est à Jabłonowo Pomorskie. 
En 2017, l'institut comptait 182 religieuses dans 22 maisons.